# Раймбаут Оранский
Раймбаут Оранский или д’Ауренга (окс. Raimbaut d'Aurenga) (ок. 1140/1145 — 1173) — трубадур, сеньор Ауренги (Оранжа) и Кортенсона.
Старший сын Гийема д’Омела и Тибурж Оранской, дочери Раймбаута, графа Оранского. Один из самых могущественных сеньоров Прованса.
Писал в изысканной манере, заимствуя всё лучшее из тёмного и лёгкого стилей. Произведения Раймбаута Оранского отличаются особой виртуозностью и артистизмом. Для них характерны редкие рифмы и запутанная, усложнённая поэтическая форма. 
До нашего времени дошло около 40 песен его авторства. Из них любопытен партимен Раймбаута с Гираутом де Борнелем — в этом прении на заданную тему первый защищает преимущества «тёмного стиля», тогда как второй (признанный мастер именно «тёмного стиля») восхваляет «лёгкий» стиль куртуазной поэзии и отмечает, что тот требует не меньшего мастерства. Этот партимен является одним из древнейших памятников литературной полемики. Изысканная кансона Раймбаута «Светлый цветок перевёрнут…» своим особым рифмическим строем предвосхищает знаменитую секстину Арнаута Даниэля.
На смерть Раймбаута Оранского известны два плача: Гираута де Борнеля и трубадурки Азалаис де Поркайрагас.